# 沃辛頓 (麻薩諸塞州)
沃辛頓（英語：Worthington）是一個位於美國麻薩諸塞州漢普夏縣的鎮。

## 人口
根據2020年美國人口普查的數據，沃辛頓的面積為83.10平方千米，當中陸地面積為82.70平方千米，而水域面積為0.40平方千米。當地共有人口1193人，而人口密度為每平方千米14人。